# تخطيط صدى القلب الدوبلري
تخطيط صدى القلب الدوبلريّ هو إجراء يستخدم التصوير بالموجات فوق الصوتية لفحص القلب. يستخدم تخطيط صدى القلب موجات صوتية عالية التردد لإنشاء صورة للقلب بينما يسمح استخدام تقنية دوبلر بتحديد سرعة واتجاه تدفق الدم من خلال استخدام تأثير دوبلر.
يمكن لمخطط صدى القلب، ضمن حدود معينة، أن ينتج تقييمًا دقيقًا لاتجاه تدفق الدم وسرعة الدم وأنسجة القلب في أي نقطة عشوائية باستخدام تأثير دوبلر. أحد القيود هو أن حزمة الموجات فوق الصوتية يجب أن تكون موازية لتدفق الدم قدر الإمكان. تسمح قياسات السرعة بتقييم مناطق ووظيفة صمام القلب، وأي اتصالات غير طبيعية بين الجانب الأيسر والأيمن من القلب، وأي تسرب للدم عبر الصمامات، وحساب النتاج القلبي وحساب مقياس للضعف الانبساطي. يمكن استخدام وسائط التباين الدقيقة المليئة بالغاز بالموجات فوق الصوتية المحسنة على التباين لتحسين السرعة أو غيرها من القياسات الطبية المتعلقة بالتدفق.
تتمثل إحدى ميزات تخطيط صدى القلب بالدوبلر في أنه يمكن استخدامه لقياس تدفق الدم داخل القلب دون إجراءات جراحية مثل قسطرة القلب.
بالإضافة إلى ذلك، مع إعدادات مرشح / كسب مختلفة قليلاً، يمكن للطريقة قياس سرعات الأنسجة عن طريق تخطيط صدى القلب بالدوبلر. يمكن استخدام مزيج من التدفق وسرعات الأنسجة لتقدير ضغط ملء البطين الأيسر، على الرغم من ذلك فقط في ظل ظروف معينة.
كثيرًا ما يستخدم هذا الإجراء لفحص قلوب الأطفال بحثًا عن أمراض القلب نظرًا لعدم وجود متطلبات للعمر أو الحجم.